# Толстой, Александр Николаевич (1878)
Граф Александр Николаевич Толстой (13 августа 1878 — 23 августа 1919) — российский государственный деятель; статский советник (1915). Виленский губернатор и Санкт-Петербургский вице-губернатор; брат  писателя Алексея Николаевича Толстого.

## Биография
Родился в семье графа Николая Александровича Толстого (1849—1900) и его жены Александры Леонтьевны (1854—1906), урождённой Тургеневой, писательницы, двоюродной внучатой племянницы декабриста Николая Тургенева. После развода родителей вместе с сестрой и братом остался с отцом. Воспитывался в Москве в доме бабушки, матери отца, графини Александры Васильевны Толстой  (рожденной Устиновой).  Учился в пажеском корпусе.
Почётный мировой судья Самарского уезда. Летом 1910 года Самарский уездный предводитель дворянства. 
Во время столыпинских реформ председатель уездной землеустроительной комиссии, сопровождал Столыпина в инспекционной поездке по уезду. После этого в том же 1910 году назначен Санкт-Петербургским вице-губернатором.
В 1916—1917 годах последний Виленский губернатор Российской империи. 
В 1919 году офицер для поручений разведывательного отдела штаба главнокомандующего вооруженными силами Юга России, был ранен. В августе 1919 года скончался в Таганроге от тифа.

## Семья
- Жена  — Екатерина Александровна, урождённая Языкова[6].
  - Сын  — Николай (1907—1913), умер ребёнком[6].
- Сестра — Елизавета (Лиля; 1874—1940-е гг.) — в 1-м браке Рахманинова, во 2-м браке Конасевич; в 1898 г. опубликовала роман «Лида»; после революции жила в Белграде.
- Сестра — Прасковья (1876—1881), скончалась ребёнком.
- Брат — Мстислав (1880—1949), агроном, санкт-петербургский вице-губернатор, женат на Анне, приёмной дочери Александра Семёновича Брянчанинова и Софьи Борисовны (в девичестве Обуховой)[7]
- Брат — Алексей (1882—1945), писатель, воспитывался отдельно от других детей Н. А. Толстого и до 13 лет носил фамилию Бостром.

По одной из версии внебрачный сын графа Александра Толстого и Клавдии Быстролётовой — Дмитрий Александрович Быстролётов.

## Награды
На 1915 год:
- Орден Святого Станислава 2-й степени
- Орден Святой Анны 2-й степени
- Медаль «В память коронации Императора Николая II»
- Медаль Красного Креста «В память русско-японской войны»
- Знак "В память 300-летия царствования дома Романовых"
- Медаль "В память 300-летия царствования дома Романовых"

## Комментарии
1. ↑  «Мне рассказывали, – вспоминает Наумов, – как в Симбирской губернии Столыпину, проезжавшему однажды по степной песчаной местности, пришлось вдруг натолкнуться на ряд нововыстроенных хуторов, около которых держался многоголовый разнообразный скот, наглядно говоривший о хозяйских достатках новоселов, и при виде этой картины, несообразной с голой, скудной окружавшей природой, повидавший немало подобных свежепостроенных бутафорских деревень по всей стране Столыпин не раз задавал своим спутникам риторический вопрос: «Не по потемкинскому ли способу создались все эти новенькие хутора?»<...> «Не обошлось без этого также и в Самарском уезде». Но на прямой вопрос, что думает губернский предводитель по поводу всего увиденного премьером благолепия, не ответил, сославшись на свою полную неосведомленность в этом деле. «В нелегкое положение меня тогда поставил Петр Аркадьевич. С одной стороны, до меня доходили слухи о готовившейся инсценировке «хуторских достижений», а с другой, я не мог подводить своего ближайшего сословного сослуживца» – самарского уездного предводителя Александра Николаевича Толстого, сопровождавшего Столыпина в поездках по самарским весям в качестве председателя уездной землеустроительной комиссии[5].